# Droga krajowa B401 (Niemcy)
Droga krajowa 401 (Bundesstraße 401, B 401) – niemiecka droga krajowa przebiegająca na osi wschód - zachód od węzła Meppen na autostradzie A31 do węzła Oldenburg-Eversten koło Oldenburga w Dolnej Saksonii.
Droga prawie na całej długości przebiega wzdłuż kanału śródlądowego Küstenkanal.